# Furcula pluto
Furcula pluto är en fjärilsart som beskrevs av Rudolf Rangnow 1935. Furcula pluto ingår i släktet Furcula och familjen tandspinnare. Inga underarter finns listade i Catalogue of Life.